# Guevenatten
Guevenatten (deutsch Gevenatten) ist eine französische Gemeinde mit 156 Einwohnern (Stand 1. Januar 2022) im Département Haut-Rhin in der Region Grand Est (bis 2015 Elsass) und ist Mitglied des Gemeindeverbandes Sud Alsace Largue.

## Geographie
Guevenatten liegt im Sundgau, sechs Kilometer nordwestlich von Dannemarie. Die Flüsschen Traubach und Soultzbach fließen durch die Gemeinde, beide sind linke Nebenflüsse der Largue.
Die Gemeindefläche beträgt 215 Hektar, davon werden 87,2 % landwirtschaftlich genutzt. Die bewaldete Fläche beträgt insgesamt 58 Hektar, davon sind 35 Hektar Gemeindewald.

## Geschichte

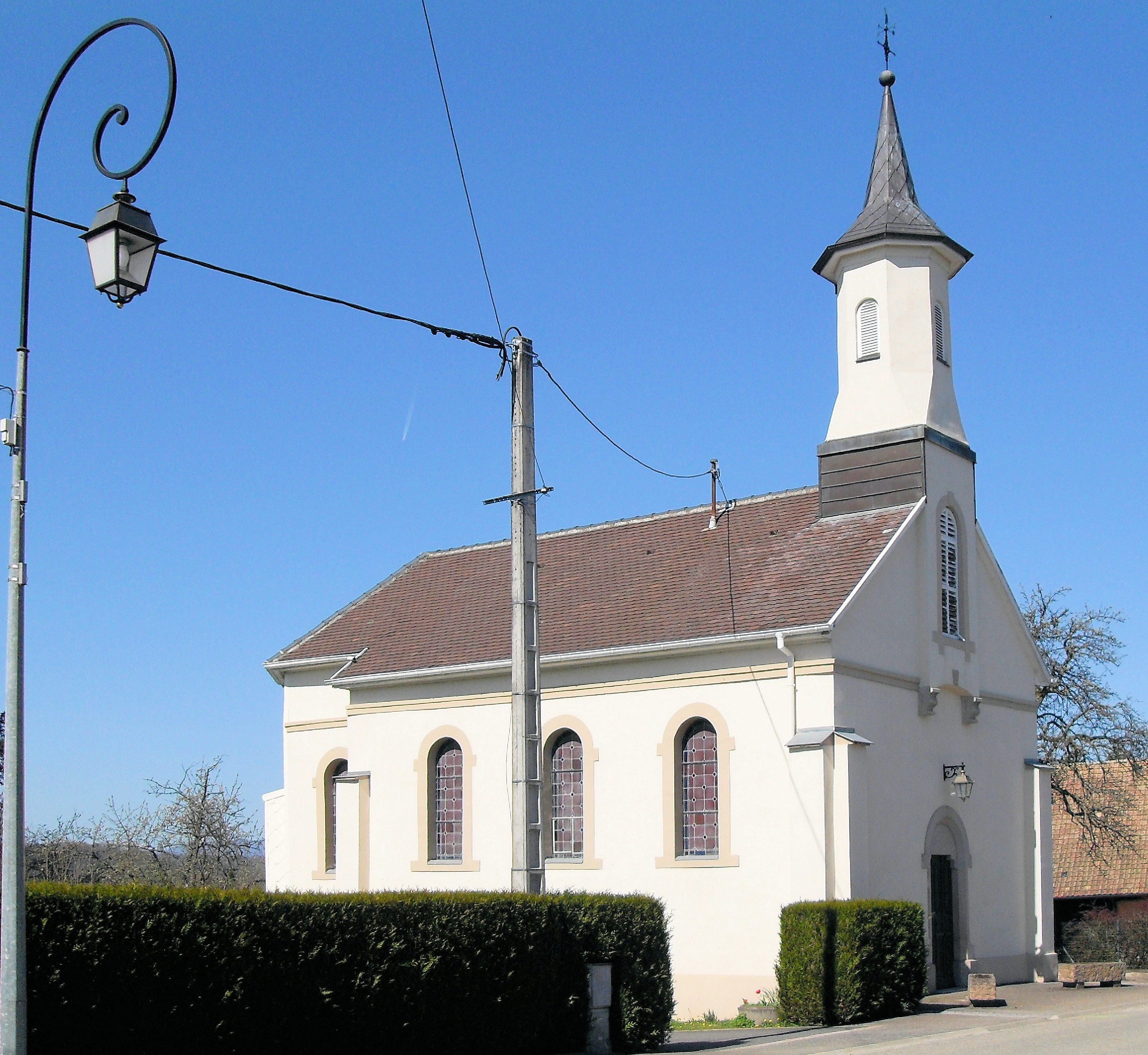
Kapelle St. Apollonia

Der Name Guevenatten stammt aus dem spätlateinischen capanna, was Hütte bedeutet, deshalb enthält das Wappen von Guevenatten drei goldene Hütten.
1413 wurde die Gemeinde als Keuonet erwähnt, 1480 als Geffenat.
Bis zum Westfälischen Frieden gehörte Gevenatten zur Herrschaft von Thann und zur Grafschaft Pfirt. Der Ort war bis zum 17. Jahrhundert Lehen der Familie Reinach Hirtzbach. Am 6. Oktober 1832 brannten etwa zwanzig Häuser und die dazugehörigen Ställe und Scheunen ab. Das Feuer griff so schnell um sich, dass die Bewohner ihre Habseligkeiten nicht retten konnten. 1865 gab es eine Weizenmühle vor Ort.
Im Jahr 1892 wurde die bestehende baufällige Kapelle umgebaut und vergrößert. Sie ist der Heiligen Apollonia gewidmet.

### Bevölkerungsentwicklung
| Jahr      | 1910 | 1962 | 1968 | 1975 | 1982 | 1990 | 1999 | 2006 | 2017 |
| --------- | ---- | ---- | ---- | ---- | ---- | ---- | ---- | ---- | ---- |
| Einwohner | 176  | 92   | 102  | 98   | 88   | 110  | 144  | 135  | 140  |

## Wirtschaft
Ein wichtiger Erwerbszweig ist die Landwirtschaft. 1943 beendete der letzte Holzschuhmacher seine Arbeit und 1971 stellte der Schmied seine Arbeit ein. Heute gibt es zwei landwirtschaftliche Betriebe, einen Immobilienmakler und zwei Herbergen im Ort.